# Liste der Baudenkmale in Goslar - Kettenstraße
In der Liste der Baudenkmale in Goslar - Kettenstraße sind alle Baudenkmale in der Kettenstraße der niedersächsischen Gemeinde Goslar aufgelistet. Die Quelle der Baudenkmale ist der Denkmalatlas Niedersachsen. Der Stand der Liste ist der 1. Oktober 2022.

## Allgemein
In den Spalten befinden sich folgende Informationen:
- Lage: die Adresse des Baudenkmales und die geographischen Koordinaten. Kartenansicht, um Koordinaten zu setzen. In der Kartenansicht sind Baudenkmale ohne Koordinaten mit einem roten Marker dargestellt und können in der Karte gesetzt werden. Baudenkmale ohne Bild sind mit einem blauen Marker gekennzeichnet, Baudenkmale mit Bild mit einem grünen Marker.
- Bezeichnung: Bezeichnung des Baudenkmales
- Beschreibung: die Beschreibung des Baudenkmales. Unter § 3 Abs. 2 NDSchG werden Einzeldenkmale und unter § 3 Abs. 3 NDSchG Gruppen baulicher Anlagen und deren Bestandteile ausgewiesen.
- ID: die Objekt-ID des Baudenkmales
- Bild: ein Bild des Baudenkmales, ggf. zusätzlich mit einem Link zu weiteren Fotos des Baudenkmals im Medienarchiv Wikimedia Commons. Wenn man auf das Kamerasymbol klickt, können Fotos zu Baudenkmalen aus dieser Liste hochgeladen werden:

Zurück zur Hauptliste
| Lage                                         | Bezeichnung               | Beschreibung | ID       | Bild |
| -------------------------------------------- | ------------------------- | --- | -------- | ---- |
| Kettenstraße 1 51° 54′ 16″ N, 10° 25′ 13″ O  | Wohnhaus                  | Dreigeschossiger Fachwerkbau mit Satteldach in Schieferdeckung, traufständig; ehemals Wohnteil des Ackerbürgerhauses Kettenstraße 1-2. Fassade fachwerksichtig, auf hohem Mauerwerkssockel, Erd- und 1. OG in Ständerbauweise; 2. OG als Speicherboden in Stockwerksbauweise, weit auskragend auf horizontal profilierten Balkenköpfen und Knaggen, Brüstungsgefache mit regelmäßigen Fußstreben. Giebelseite im Bereich der OGs mit Schiefer verkleidet. | 36529263 |      |
| Kettenstraße 1 51° 54′ 16″ N, 10° 25′ 14″ O  | Nebengebäude              | Zweigeschossiger Fachwerkbau mit Pultdach in Ziegeldeckung. Fassade mit Holz verschalt. | 36588145 | BW   |
| Kettenstraße 2 51° 54′ 16″ N, 10° 25′ 13″ O  | Wohnhaus                  | Dreigeschossiger Fachwerkbau mit Satteldach in Schieferdeckung, traufständig; ehemals Däle des Ackerbürgerhauses Kettenstraße 1-2. Fassade fachwerksichtig, Erd- und 1. OG in Ständerbauweise, im 18. Jh. zu Wohnräumen ausgebaut und Fassade verändert; 2. OG als Speicherboden in Stockwerksbauweise, weit auskragend auf horizontal profilierten Balkenköpfen, Brüstungsgefache mit regelmäßigen Fußstreben. Nordgiebel mit Schiefer verkleidet.       | 36529294 |      |
| Kettenstraße 3 51° 54′ 16″ N, 10° 25′ 13″ O  | Wohnhaus                  | Zweigeschossiger Fachwerkbau mit Satteldach in Schieferdeckung, traufständig. Fassade fachwerksichtig, EG mit Ladeneinbau, OG um 1930 aufgesetzt. | 36529325 |      |
| Kettenstraße 4 51° 54′ 16″ N, 10° 25′ 13″ O  | Wohnhaus                  | Zweigeschossiger Fachwerkbau mit Satteldach in Schieferdeckung, traufständig. Fassade fachwerksichtig, EG mit schmalen Zwischengefachen, OG um 1930 aufgesetzt. | 36529356 |      |
| Kettenstraße 5 51° 54′ 16″ N, 10° 25′ 13″ O  | Wohnhaus                  | Zweigeschossiger Fachwerkbau mit Satteldach in Schieferdeckung, traufständig. Fassade fachwerksichtig, Giebeldreieck mit Schiefer verkleidet. | 36529387 |      |
| Kettenstraße 5 51° 54′ 16″ N, 10° 25′ 13″ O  | Anbau                     | Zweigeschossiges Gebäude mit Pultdach, angebaut an das straßenseitige Wohnhaus. EG in Massivbauweise, Fassade verputzt; OG in Fachwerkbauweise, fachwerksichtig. | 36565095 | BW   |
| Kettenstraße 6 51° 54′ 18″ N, 10° 25′ 12″ O  | Wirtschaftsgebäude        | Ehemaliges Wirtschaftsgebäude, umgenutzt als Wohnhaus. Zweigeschossiges Gebäude mit Satteldach in Ziegeldeckung, traufständiges Eckhaus. EG in Massivbauweise, Fassade verputzt, mit Toreinfahrt mit Korbbogen; OG in Fachwerkbauweise, fachwerksichtig; Giebelseite mit Schiefer verkleidet. Nordseitig zweigeschossiger, aus der Straßenflucht zurückgesetzter Anbau zu Wohnzwecken.                                                                    | 36511497 | BW   |
| Kettenstraße 6 51° 54′ 18″ N, 10° 25′ 13″ O  | Nebengebäude              | Zweigeschossiges Gebäude mit Pultdach, angebaut an das straßenseitige Wohnhaus. EG in Massivbauweise, Fassade verputzt; OG in Fachwerkbauweise, fachwerksichtig. | 36570857 | BW   |
| Kettenstraße 8 51° 54′ 19″ N, 10° 25′ 12″ O  | Wohnhaus                  | Zweigeschossiges Gebäude mit Satteldach in Schieferdeckung, Eckhaus; zweigeschossiger Seitenflügel entlang der Friesenstraße. EG in Massivbauweise, Fassade verputzt, OG in Fachwerkbauweise, Fassade mit Schiefer verkleidet. | 36529418 |      |
| Kettenstraße 9 51° 54′ 19″ N, 10° 25′ 12″ O  | Wohnhaus                  | Eingeschossiger Fachwerkbau mit Satteldach in Schieferdeckung, traufständig. Fassade mit Schiefer verkleidet. | 36529447 |      |
| Kettenstraße 10 51° 54′ 19″ N, 10° 25′ 12″ O | Wohnhaus                  | Eingeschossiger Fachwerkbau mit Satteldach in Schieferdeckung, traufständig. Fassade fachwerksichtig. | 36529476 |      |
| Kettenstraße 11 51° 54′ 19″ N, 10° 25′ 11″ O | Wohnhaus                  | Zweigeschossiger Fachwerkbau mit Satteldach in Schieferdeckung, traufständig. Fassade fachwerksichtig, Oberstock mit regelmäßigen Fußstreben. Däle 1773 ausgebaut, Inschrift über der Tür mit Initialen „E.W.F.“ und Jahreszahl „1773“. | 36529507 |      |
| Kettenstraße 12 51° 54′ 20″ N, 10° 25′ 11″ O | Wohnhaus                  | Eingeschossiger Fachwerkbau mit Satteldach in Schieferdeckung, traufständig. Fassade fachwerksichtig, durchgängige Ständer; Dachbalkenköpfe verschalt. | 36529538 |      |
| Kettenstraße 13 51° 54′ 20″ N, 10° 25′ 11″ O | Wohnhaus                  | Dreigeschossiges Gebäude mit Satteldach in Ziegeldeckung, traufständiges Eckhaus; Gebäudeecke abgeschrägt, mit spitzwinkligem Dreiecksgiebel. Fassade im EG mit Holz verschalt, OG mit Schiefer verkleidet. | 36563005 |      |
| Kettenstraße 14 51° 54′ 20″ N, 10° 25′ 10″ O | Wohn-/ Geschäftshaus      | Dreigeschossiges Gebäude mit Walmdach in Schieferdeckung, Eckgebäude; in den OG zweigeschossiger Erker an der Gebäudeecke, mittiges Zwerchhaus an der Fassade zur Wallgasse. EG und 1. OG in Massivbauweise, im EG Ladeneinbau an der Fassadenseite zur Kettenstraße, Fassade verputzt, 2. OG in Fachwerkbauweise, fachwerksichtig. | 36604785 |      |
| Kettenstraße 15 51° 54′ 19″ N, 10° 25′ 11″ O | Wohnhaus                  | Dreigeschossiges Gebäude mit Satteldach, traufständig. EG und 1. OG in Massivbauweise, Fassade verputzt, 2. OG in Fachwerkbauweise, fachwerksichtig; Nordgiebel mit Schiefer verkleidet. | 36529569 |      |
| Kettenstraße 15 51° 54′ 19″ N, 10° 25′ 10″ O | Nebengebäude              | Zweigeschossiges Gebäude mit Satteldach in Ziegeldeckung, frei stehend. Fassade mit Zementfaserplatten verkleidet. | 36572993 |      |
| Kettenstraße 16 51° 54′ 19″ N, 10° 25′ 11″ O | Wohnhaus                  | Dreigeschossiges Gebäude mit Satteldach, traufständig. EG und 1. OG in Massivbauweise, Fassade verputzt, 2. OG in Fachwerkbauweise, fachwerksichtig; Südgiebel mit Schiefer verkleidet. | 36529598 |      |
| Kettenstraße 16 51° 54′ 18″ N, 10° 25′ 10″ O | Nebengebäude              | Zweigeschossiges Gebäude mit Satteldach, frei stehend. Fassade mit Holz verschalt. | 36572834 | BW   |
| Kettenstraße 17 51° 54′ 18″ N, 10° 25′ 11″ O | Wohnhaus                  | Zweigeschossiger Fachwerkbau mit Satteldach in Ziegeldeckung und asymmetrisch platziertem Zwerchhaus, traufständig; rückwärtig schmaler Seitenflügel. Fassade fachwerksichtig, mit schmalen Zwischengefachen. Giebelseite mit Schiefer verkleidet. | 36529627 |      |
| Kettenstraße 18 51° 54′ 18″ N, 10° 25′ 12″ O | Wohnhaus                  | Eingeschossiger Fachwerkbau mit Satteldach in Ziegeldeckung und mittigem Zwerchhaus, traufständig mit seitlichen Bauwichen. Fassade mit Schiefer verkleidet. | 36529655 |      |
| Kettenstraße 18 51° 54′ 18″ N, 10° 25′ 11″ O | Werkstatt                 | Eingeschossiger Fachwerkbau mit Satteldach in Ziegeldeckung, frei stehend. Fassade fachwerksichtig. | 36596353 | BW   |
| Kettenstraße 19 51° 54′ 18″ N, 10° 25′ 12″ O | Wohnhaus                  | Zweigeschossiges Gebäude mit Satteldach in Schieferdeckung, traufständig mit seitlichem Bauwich. Fassade mit Schiefer verkleidet, niedriger Sockel in Bruchsteinmauerwerk. | 36529683 |      |
| Kettenstraße 20 51° 54′ 18″ N, 10° 25′ 12″ O | Wohnhaus                  | Zweigeschossiges Gebäude mit Satteldach in Schieferdeckung, traufständig. Fassade fachwerksichtig, mit schmalen Zwischengefachen. | 36529709 |      |
| Kettenstraße 21 51° 54′ 17″ N, 10° 25′ 12″ O | Wohnhaus                  | Erbaut 1857 nach einem Brand an der Westseite der Kettenstraße. Zweigeschossiger Fachwerkbau mit Satteldach in Schieferdeckung, traufständig. Fassade fachwerksichtig, mit schmalen Zwischengefachen; Inschrift im Sockelbereich: „1693“. | 36529736 |      |
| Kettenstraße 22 51° 54′ 17″ N, 10° 25′ 12″ O | Wohnhaus                  | Zweigeschossiger Fachwerkbau mit Satteldach in Schieferdeckung, traufständig. Fassade fachwerksichtig, mit schmalen Zwischengefachen. | 36529767 |      |
| Kettenstraße 22 51° 54′ 17″ N, 10° 25′ 11″ O | Nebengebäude              | Eingeschossiger Fachwerkbau mit Pultdach in Ziegeldeckung. Fassade fachwerksichtig. | 36572704 | BW   |
| Kettenstraße 23 51° 54′ 17″ N, 10° 25′ 12″ O | Wohn-/ Wirtschaftsgebäude | Zweigeschossiger Fachwerkbau mit Satteldach in Schieferdeckung, traufständig; Toreinfahrt auf der rechten Fassadenseite. Fassade fachwerksichtig, Oberstock mit regelmäßigen, gebuckelten Fußstreben, zugesetzte Ladeluke oberhalb der Toreinfahrt. | 36529795 |      |
| Kettenstraße 24 51° 54′ 17″ N, 10° 25′ 12″ O | Wohnhaus                  | Zweigeschossiger Fachwerkbau mit Satteldach in Schieferdeckung, traufständig. Fassade fachwerksichtig, Oberstock mit regelmäßigen Fußstreben, auskragend auf kleinen Knaggen mit Taustab und Kerbschnitten; hoher Steinsockel, Kellerfenstersturz mit Inschrift „1670“. | 36529827 |      |
| Kettenstraße 24 51° 54′ 17″ N, 10° 25′ 11″ O | Nebengebäude              | Eingeschossiger Fachwerkbau mit Pultdach in Ziegeldeckung. | 36572781 | BW   |
| Kettenstraße 25 51° 54′ 16″ N, 10° 25′ 12″ O | Wohnhaus                  | Dreigeschossiger Fachwerkbau mit Satteldach in Schieferdeckung, traufständig. Fassade fachwerksichtig, Däle im 19. Jh. ausgebaut, Speicherstock im 2. OG auskragend auf Knaggen, dazwischen Windbretter, ebenso unterhalb der Traufkante. | 36529858 |      |
| Kettenstraße 25 51° 54′ 16″ N, 10° 25′ 12″ O | Nebengebäude              | Zweigeschossiges Gebäude mit Pultdach in Ziegeldeckung, frei stehend. Fassade fachwerksichtig, Giebelseite mit Holz verschalt. | 36573070 | BW   |
| Kettenstraße 26 51° 54′ 16″ N, 10° 25′ 12″ O | Haus Dewendt              | Dreigeschossiger Fachwerkbau mit Satteldach in Schieferdeckung, traufständig. Fassade fachwerksichtig, Dale im EG und 1. OG im 18. Jh. ausgebaut und Fassade erneuert; Vorkragung des Speicherstocks im 2. OG mit profilierten Bohlen verschalt, darauf Spruchschwelle mit Inschrift; Dachbalkenköpfe auf kleinen Knaggen mit Taustäben und Kerbschnitten, dazwischen Schiffskehlen.                                                                      | 36529889 |      |
| Kettenstraße 26 51° 54′ 16″ N, 10° 25′ 12″ O | Nebengebäude              | Eineinhalbgeschossiges Gebäude mit Pultdach in Ziegeldeckung, frei stehend. Fassade im Erdgeschoss verputzt, OG und Giebelseiten mit Holz verschalt. | 36572886 | BW   |
| Kettenstraße 27 51° 54′ 16″ N, 10° 25′ 12″ O | Wohnhaus                  | Dreigeschossiger Fachwerkbau mit Satteldach in Schieferdeckung, traufständig. Fassade fachwerksichtig, Däle um 1830 ausgebaut und Fassade erneuert, Zwischengeschoss leicht vorkragend auf abgerundeten Balkenköpfen; Speicherstock vorkragend auf waagerecht profilierten Balkenköpfen, dazwischen Windbretter, Setzschwelle sowie Dachschwelle mit Trapezfries, regelmäßige Fußstreben in den Brüstungsgefachen.                                        | 36529920 |      |
| Kettenstraße 28 51° 54′ 16″ N, 10° 25′ 12″ O | Wohnhaus                  | Dreigeschossiger Fachwerkbau mit Satteldach in Schieferdeckung, traufständig. Fassade fachwerksichtig, Däle um 1860 ausgebaut und Fassade erneuert; Speicherstock vorkragend auf waagerecht profilierten Balkenköpfen, regelmäßige Fußstreben in den Brüstungsgefachen. | 36529951 |      |
| Kettenstraße 29 51° 54′ 15″ N, 10° 25′ 13″ O | Wohnhaus                  | Dreigeschossiger Fachwerkbau mit Satteldach in Schieferdeckung, traufständig. Fassade fachwerksichtig, Däle um 1860 ausgebaut und Fassade erneuert; Speicherstock vorkragend auf waagerecht profilierten Balkenköpfen, Setzschwelle mit Trapezfries. | 36529982 |      |
| Kettenstraße 30 51° 54′ 15″ N, 10° 25′ 13″ O | Wohnhaus                  | Dreigeschossiger Fachwerkbau mit Satteldach in Schieferdeckung, traufständig. Fassade fachwerksichtig, Däle und Speicherstock im 19. Jh. ausgebaut und Fassade erneuert, mit schmalen Zwischengefachen; Dachbalkenköpfe waagerecht profiliert, dazwischen Windbretter, Dachschwelle mit Fase. | 36530013 |      |